# منطقه الاتارب
منطقه الاتارب (به عربی: منطقة الأتارب) یک منطقه در سوریه است که در استان حلب واقع شده‌است. منطقه الاتارب ۷۶٬۸۷۳ نفر جمعیت دارد.